# Lord-lieutenant d'Orkney and Shetland
Ceci est une liste de personnes qui ont servi comme lord-lieutenant d'Orkney and Shetland. La lieutenance fut remplacée par deux lieutenances, lord-lieutenant d'Orkney et le lord-lieutenant de Shetland, en 1948.
- James Douglas, 11e Comte de Morton, 1715-[1] ?
- George Douglas, 13e Comte de Morton, 1735-1738[1]
- Thomas Dundas, 1er baron Dundas, 17 mars 1794-14 juin 1820[2]
- vacant[2]
- Lawrence Dundas, 1er comte de Zetland, 10 mai 1831-19 février 1839[2]
- Hon. John Dundas, 30 mars 1839-14 février 1866[2]
- Frederick Dundas, 7 mars 1866-26 octobre 1872[2]
- Hon. John Dundas, 18 décembre 1872-13 septembre 1892[2]
- Malcolm Alfred Laing, 5 novembre 1892-10 décembre 1917
- vacant
- Sir Watson Cheyne, 1919-1930
- Alfred Baikie 1930-1947

## Vice-lieutenants
- Lieutenant-General Frederick William Traill-Burroughs, CB 17 janvier 1900[3]